# Pseudogerunda
Pseudogerunda is een geslacht van rechtvleugeligen uit de familie veldsprinkhanen (Acrididae). De wetenschappelijke naam van dit geslacht is voor het eerst geldig gepubliceerd in 1935 door Bey-Bienko.

## Soorten
Het geslacht Pseudogerunda omvat de volgende soorten:
- Pseudogerunda shihlingensis Zheng, 1977
- Pseudogerunda willemsei Bey-Bienko, 1935